# Sharp GX30
Sharp GX30 — телефонный аппарат японской фирмы Sharp, производившийся в 2004 году, предназначен для работы в сетях GSM. Первый из представленных на европейском рынке камерофонов с 1-мегапиксельной матрицей.
Позиционировался как топ-модель Sharp, имел лучшую мегапиксельную камеру на рынке, однако по общему количеству поставок уступил позиции вышедшему чуть позже смартфону Nokia 7610.

## Особенности
Выполнен в форм-факторе «раскладушка». Имеет два цветных дисплея: основной размером 2,4" выполнен по оригинальной технологии Sharp CG-Silicon и способен отображать до 262144 оттенков с разрешением 240x320 точек, внешний — STN с разрешением 64х96 точек (65536, по другим данным — 256 цветов), отображающий информацию о звонящем, состоянии заряда аккумулятора, качестве связи и прочее.
В камере предусмотрен фирменный режим макросъёмки, реализованный смещением линз. Для этого на правом ребре крышки телефона расположен специальный переключатель.

## Возможности
Встроенная камера позволяет создавать фотографии разрешением 1144x858 точек в формате JPG или PNG и вести видеозапись в формате 3GP (максимальный размер видеофайла — 400 кб, по умолчанию — 95 Кб). Реализовано 7-кратное цифровое увеличение. Под камерой располагается светодиодная вспышка, она же — световой индикатор и фонарик.
Для связи с беспроводной гарнитурой телефон оборудован модулем Bluetooth, передача файлов через него была реализована в обновлённой версии GX30i. Телефон поддерживает карты памяти формата SD/MMC объёмом до 1 Гб.
Телефонная книга позволяет сохранять до 500 имён, на одно имя можно записать до трёх номеров телефонов, два адреса электронной почты и персональная фотография. Для каждого имени можно выбрать свой сигнал вызова. Органайзер запоминает до 100 событий (до трёх текстовых заметок на один день, 40 символов каждая), но никаких оповещений не предусмотрено. Диктофон позволяет записать сообщение до 30 секунд, но не работает во время телефонного разговора. Аудиоплеер воспроизводит файлы форматов MP3 (с поддержкой тегов и битрейтом до 256 кб/с), MIDI, WAV, SMAF, но только из корневого каталога на карте памяти или из специальной папки. Из дополнительных приложений доступны 8 будильников, калькулятор, игры, редакторы мелодий и изображений.
Аккумулятор Li-ion ёмкостью 780 мА/ч (типа BT30) позволял аппарату, по заявлению производителя, работать до трёх с половиной часов в режиме разговора и до 250 часов в режиме ожидания. В продаже был доступен и аккумулятор ёмкостью 1100 мА/ч (типа BT31/BC31B).